# Paryphoconus paranaensis
Paryphoconus paranaensis är en tvåvingeart som beskrevs av Gustavo R. Spinelli och Wirth 1984. Paryphoconus paranaensis ingår i släktet Paryphoconus och familjen svidknott. Inga underarter finns listade i Catalogue of Life.